# Chiesa di Santo Stefano di Cavatorio
La chiesa di Santo Stefano di Cavatorio è un luogo di culto cattolico situato nel comune di Villanova d'Albenga, in provincia di Savona e diocesi di Albenga-Imperia.

## Storia e descrizione

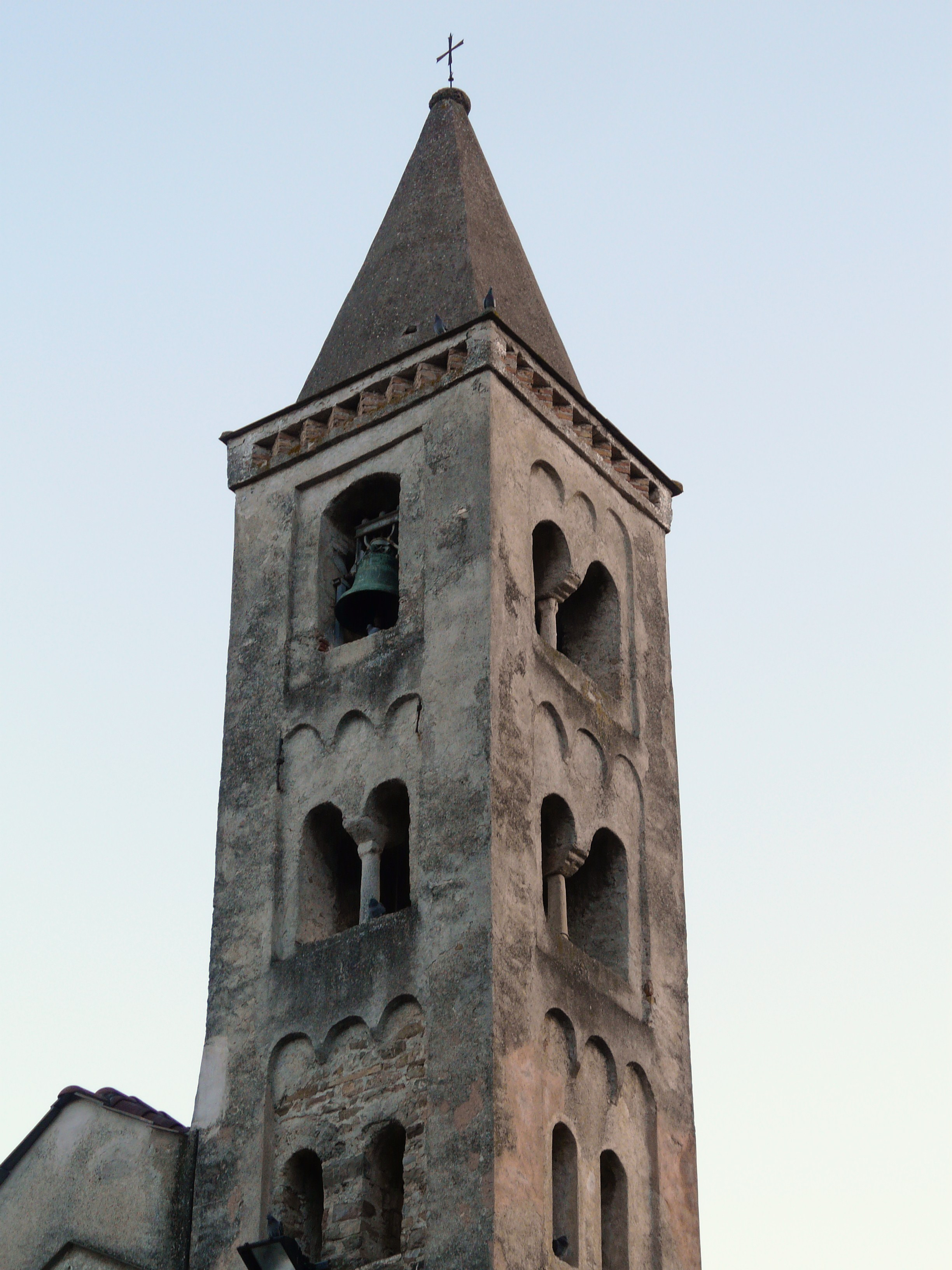
Il campanile

Sita a Pian Cavatorio, nei pressi del locale cimitero, fu costruita nel XII secolo in stile romanico, ma in seguito più volte modificata. L'edificio è affiancato da una torre campanaria cuspidata e aperta da bifore del XIII secolo.
All'interno, diviso in tre navate, sono conservati affreschi del XV e XVI secolo raffiguranti scene bibliche della Passione di Gesù quali l'Ecce Homo, la Salita al Calvario e la Crocifissione.
L'organo è datato alla fine del XVIII secolo e originariamente ubicato all'interno della basilica di Sant'Ambrogio a Milano.